# Völkerstrafgesetzbuch

Brasão de armas da Alemanha

O Völkerstrafgesetzbuch (VStGB) é a lei alemã que regula os crimes contra o direito internacional público. Ele foi criado para trazer a lei penal alemã em conformidade com o Estatuto de Roma do Tribunal Penal Internacional. Foi anunciado 26/06/2002 e 30/06/2002 tornou-se lei. Abrange as seguintes infracções:
- Genocídio (§ 6)
- Crimes contra a humanidade (§ 7)
- Crimes de guerra (§ 8-12)

Nenhum destes estão sujeitos a um estatuto de limitações.
De acordo com o § 1 º, o genocídio, crimes contra a humanidade e crimes de guerra estão sujeitos à jurisdição universal, portanto, os tribunais alemães podem punir delitos cometidos por estrangeiros no exterior. No entanto, o julgamento dos crimes cometidos fora da jurisdição alemã é limitado pelo § 153f do Código de Processo Penal alemão, que dá ao Ministério Público Federal uma ampla margem de manobra quando abrir um processo por meio da jurisdição universal, se o condenado não é de nacionalidade alemã.